# Anton Weiler
Anton Weiler (13. června 1843, Baden, Rakousko – ?) byl rakouský matematik a učitel.

## Život
Anton Weiler vykonal zkoušky učitelské způsobilosti z matematiky, deskriptivní geometrie a strojírenství. Působil nejprve na zemědělském učilišti ve Štýrsku a poté byl jmenován profesorem na reálce ve Šternberku na Moravě. Později byl jmenován ředitelem učitelského ústavu v Olomouci a od roku 1888 vedl německý učitelský ústav v Brně. O rok později byl ze zdravotních důvodů penzionován.